# Pedro Manuel de Urrea
Pedro Manuel Ximénez de Urrea (Épila (Zaragoza), 1485-10 de octubre de 1524), señor de Trasmoz, poeta, prosista y dramaturgo español del Renacimiento.

## Biografía
Aragonés, fue el segundo hijo del primer conde de Aranda, Lope Ximénez de Urrea, quien sirvió en las guerras de Cataluña contra Juan II de Aragón en las filas del rey, lo que le valdría dicho título, otorgado por Fernando el Católico. Su madre, Catalina de Híjar y Beaumont, era hermana de Luis de Híjar, duque de Híjar y descendía de la casa real de Navarra. 

Los datos que conocemos de su vida proceden tanto de la documentación notarial conservada por haber sido señor de Trasmoz como por lo que nos cuenta en sus poemas y, sobre todo, en su última obra, la Peregrinación de las tres casas sanctas de Jherusalem, Roma y Santiago, de carácter autobiográfico. Esta obra fue redescubierta recientemente por el historiador Enrique Galé, quien publicó su transcripción y un estudio del texto en la Institución Fernando el Católico.

Armas de la Casa de Urrea, a la que Pedro Manuel perteneció. Ricohombre de Aragón, desde 1488 su linaje ostentó el título de conde de Aranda. Él fue señor de Trasmoz.

Tuvo que pelear contra su hermano mayor, Miguel Ximénez de Urrea, a la muerte de su padre para que le dejara el título de señor de Trasmoz. En esta disputa nobiliaria se alió con él su madre, por la que tenía preferencia. De hecho, toda su obra giró alrededor de su familia y en especial de su madre, de la que recibió educación y cariño cuando tuvo que abandonar su villa natal, Épila, para ir al castillo de Trasmoz después de que el primogénito desterrara a madre e hijo a causa de las disputas y pleitos sucesorios por la muerte de su padre. Como heredero del condado de Aranda, su hermano Miguel reclamaba para él todos los títulos del linaje y dejaba a su hermano de seis años sin nada. En su afán de mantener a la familia unida, contenta y de acuerdo con él ante posibles pleitos Pedro Manuel Ximénez de Urrea dedicó poemas a gran parte de sus parientes.

### Guerra de bandos con los Luna
Fue el principal foco de ignición de un conato de guerra civil en el año 1512 entre las dos grandes casas del Reino de Aragón en la época en que el rey Fernando II peleaba por la corona de Navarra. Unos problemas del Señor de Trasmoz con el Monasterio de Veruela, al que estaba encomendado al hospital de Añón de Moncayo, lo enfrentaron al castellán de Amposta, de la casa Aragón, duque de Luna y protector de Veruela, de cuya orden era prelado. Ante tal figura, Pedro Manuel Ximénez de Urrea no podía sino recurrir a otra de gran peso político y militar, su hermano, el conde de Aranda, trasladando las disputas al valle del Jalón. El conde de Aranda con sus huestes sitió al señor de Pedrola, sobrino del castellán de Amposta y conde de Ribagorza, Alonso Felipe de Gurrea y Aragón, quien vio furioso e indefenso por la sorpresa del ataque cómo talaban los árboles de sus jardines. Una vez se rearmó con sus tropas, como contestación a la ofensa, Alonso Felipe de Aragón arrasó Urrea de Jalón, la villa que daba nombre a los primeros condes de Aranda. La disputa fue creciendo a tales niveles que las dos partes buscaron valedores ante una posible lucha armada. Los nobles aragoneses se alinearon con uno u otro bando. 

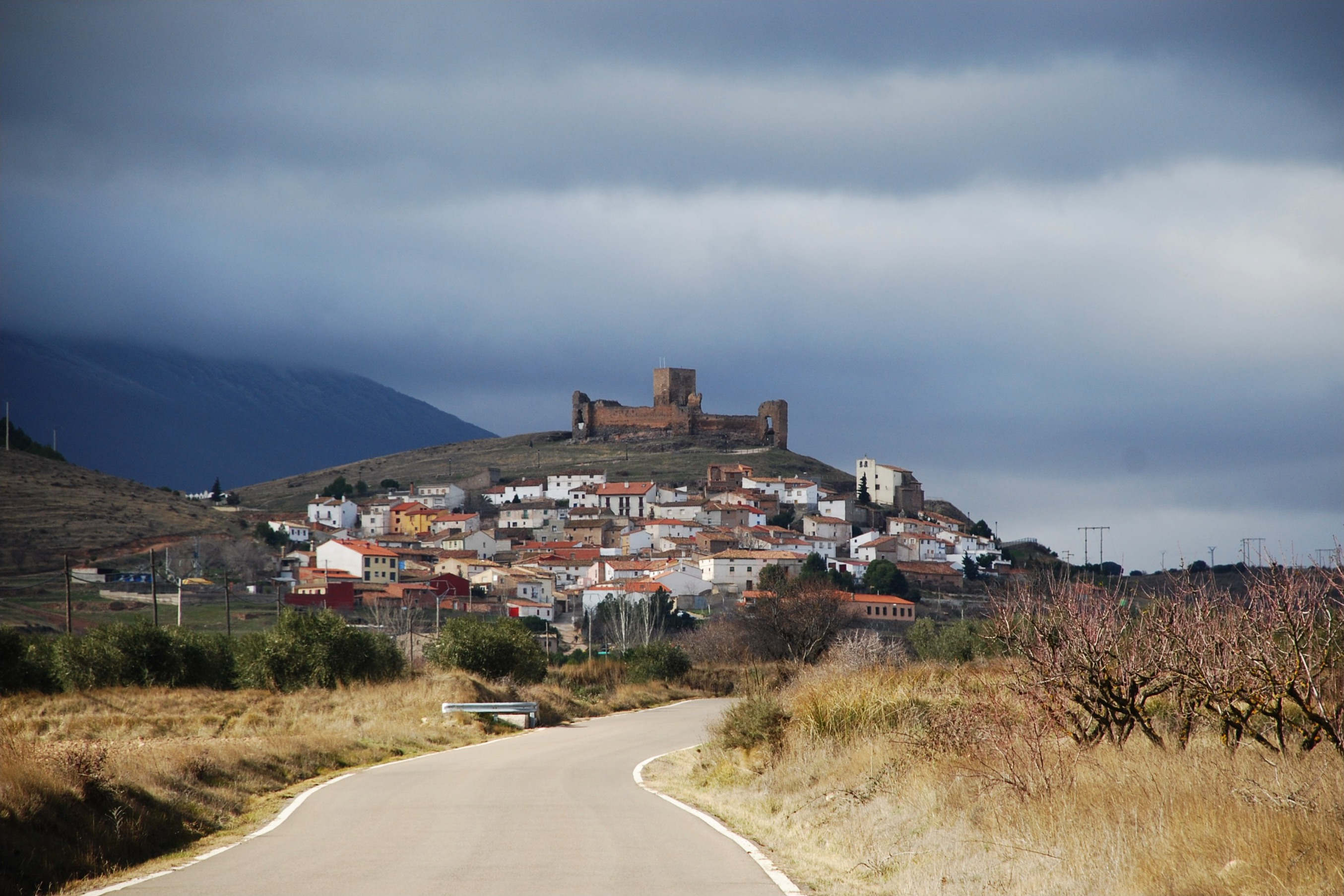
Trasmoz, con su castillo en lo más alto.

También se recurrió al Justicia de Aragón. Esta escalada armamentística llevó incluso a que la parte valenciana de la familia Urrea, el conde de Oliva, entrara por Teruel con sus propias tropas en auxilio de sus familiares. Esto fue tomado como una invasión por parte de tropas extranjeras al entrar sin consentimiento al reino de Aragón unos caballeros armados de Valencia. En las Cortes de Monzón las dos casas en disputa ventilaron sus rencillas y trataron de este hecho. Tal era la tensión militar entre las casas que ni tan siquiera la Diputación del Reino pudo hacer nada por apaciguar la disputa.
Los nombres que se sumaban a los bandos subían de escalafón y si por parte de los Aranda se unía a su favor Luis de Híjar Conde de Belchite y Juan de Lanuza, justicia de Aragón; por parte de los Aragón se unía a su causa Francisco de Luna, señor de Ricla y Juan de Aragón, arzobispo de Zaragoza. La disputa se zanjó cuando en 1513 el propio rey Fernando hizo valer su poder para acordar con ambas partes el destierro de Juan de Aragón a Tudela y de Pedro de Urrea a Alagón, además de perdonar a la rama valenciana de los Urrea su entrada sin permiso al Reino de Aragón.

## Matrimonio y descendencia
En 1505 se casó con doña María de Sessé, hija de Manuel, bayle general de Aragón, y de doña Blanca de Agramonte, camarera de la reina Isabel I de Castilla, con quien tuvo a:
- Manuel (a.1510-1581), señor de Trasmoz, se casó con su pariente Ana Ximénez de Urrea en un intento de fusionar ambas ramas de los Ximénez de Urrea pero no hubo descendencia legítima.
- Pedro (a.1510-1536)
- Miguel (a.1510-1597), señor de Trasmoz, casado con Francisca Ángela Romeu con quien tuvo dos hijas, siendo la mayor Ana de Urrea casada con Manuel Zapata de Calatayud quien heredaría el señorío de Trasmoz y posteriormente su hija Ana Luisa Zapata y Ximénez de Urrea, cuyo hijo Pedro Pablo Ximénez de Urrea olim Fernández de Heredia y Zapata heredó el condado de Aranda en el 1656.
- Juan (a.1510-1524)
- Lope (a.1510-1562), señor de Trazmoz, casado con [4]Martina de Mur y Claver, hija a su vez de Juan de Mur y de Isabel Claver, con quien no tuvo descendencia. Tuvo un hijo ilegítimo con la noble Isabel de Torrellas llamado Luis que no pudo heredar la baronía. Luis se casó con Manuela Erbás pero como su padre no tuvo descendencia legítima pero si ilegítima, siendo padre de Juan de Urrea.
- Catalina (d.1510-?)  casada con Juan Pérez de Almazán, señor de Maella. Sus descendientes heredarían el condado de Aranda en el siglo XVIII.

## Obra literaria
La afición a la literatura de Pedro Manuel Ximénez de Urrea empezó muy pronto, como se puede ver en su Cancionero; por lo que queda de sus trabajos literarios es muy posible que tuviera algún preceptor humanista, o se educase junto con otros nobles aragoneses en el círculo de Alfonso de Aragón, aunque se sabe que la mayor parte de su infancia la pasó en los castillos de Almonacid de la Sierra y de Jarque, junto a su madre.

### Poesía
Como poeta imitó a Francesco Petrarca y en algunas de sus composiciones se advierten reminiscencias de Juan del Encina, cuyos villancicos y disparates remeda en versos ágiles y graciosos. Publicó en 1513 en Logroño un Cancionero (reeditado por Vilar en Zaragoza, 1878); también es suya la Peregrinación a Jerusalén, Roma y Santiago (Burgos, 1523). El Cancionero incluye una muy hábil versificación del primer acto de La Celestina, obra de Fernando de Rojas que imitó también en Penitencia de amor (Burgos, 1514), de escasa enjundia pero que obtuvo algún éxito, ya que fue vertida al francés por Gabriel de Gramond, secretario del arzobispo de Toledo.

### Teatro
Su teatro se inscribe en la etapa de los primitivos o generación de los Reyes Católicos, junto con Juan del Encina, Lucas Fernández o Fernando de Rojas. Escribió en esa tradición cinco églogas.
En su cancionero editado en Logroño en 1513 publicó una Égloga de la tragicomedia de Calisto y Melibea, uno de los varios dramas de la época que descienden de La Celestina.
En 1516 publica sus Églogas dramáticas, de entre las que destaca la Égloga I, titulada «Nave de seguridad». En ella el protagonista es un pastor llamado Mingo que se retira del mundo porque lo considera injusto y violento, y lo define con imágenes como la de lobos que acosan a un rebaño, que representaría la humanidad perseguida. Para ello se hace sirviente en un barco que posee un significado trascendental semejante al de las mejores Barcas... de Gil Vicente.
La Égloga IV es posiblemente la más divertida y en ella se comentan aspectos relacionados con el amor y la vida, para terminar con un villancico que insiste en el tema principal, que precede a un banquete.
En la Égloga V, «Sobre el nacimiento de Nuestro Salvador Jesucristo», Marco insiste en la necesidad de regirse con humanidad, a imitación de Cristo.

### Prosa

#### LaPeregrinación de las tres casas sanctas de Jherusalem, Roma y Santiago
La Peregrinación de las tres casas sanctas de Jherusalem, Roma y Santiago fue redescubierta tras su prohibición por la Inquisición en 1551, que parecía haberla hecho desaparecer. En ella reconstruye un largo peregrinaje real llevado a cabo entre agosto de 1517 y mayo de 1519 en el que visitó entre otros muchos lugares Roma, Jerusalén y Santiago. Junto con la relación en prosa del viaje, la "Peregrinación" incluye todo un "Cancionero del peregrino" en verso, decenas de narraciones de toda naturaleza, informaciones de tipo enciclopédico sobre los más variados temas, cartas al Papa, el Gran Turco y el Emperador, la versificación de varios textos evangélicos, oraciones litúrgicas griegas... Es tal la sabiduría de este erudito que, en una de las correspondencias al emperador otomano, le hizo saber una anécdota que le pasó al gran Alejandro Magno en su ansias por conquistar el mundo. Y la contó así:

Eres tú el que te crees grande e invencible, conquistador de grandes tierras y vasallajes al estilo del gran Alejandro Magno, pero al igual que él pereceréis en el intento. Contaban los antiguos que en su marchas de conquistas Alejandro topó con un reino muy fortificado en el que se sabía había grandes sabios. Alejandro con su ímpetu y superioridad militar sitió la ciudad y golpeó en las puertas de la muralla, diciendo "rendíos o dadme un tributo de vasallaje para que os deje en paz". Los sabios conocedores de su poder militar y fama, para quitárselo de enmedio le entregaron un regalo de vasallaje a su corona. Constaba de un ojo abierto de oro y otro cerrado. Intrigado por su valor y significado Alejandro llamó a sus eruditos y les preguntó por esta ofrenda. Sorprendidos le dijeron que pesara ambos para saber su valor y cerciorarse de una suposición. Así pues se dispusieron a pesar el ojo abierto en el plato de una balanza, mientras en el otro plato colocaban piezas de oro y plata y nunca dejaban de faltar para a nivelar la balanza y conocer su peso real. Ante esto, volvió a llamar a sus sabios. Estos, una vez vista la proeza, se cercioraron de lo que los habitantes de la ciudad le habían querido decir con estos presentes y se dispusieron a explicárselo a Alejandro: "Mi señor los presentes son un ejemplo sabio del ansia de los seres humanos, pues mientras el ojo está abierto y ve, todo lo que está al alcance de su vista le parece poco y lo quiere para sí; mientras que cuando el ojo está cerrado porque está durmiendo o muerto, no puede vislumbrar nada salvo la oscuridad y no pretende avanzar en estas condiciones. Si queréis saber el valor del ojo abierto tapadle la visión y cesará en sus pretensiones y ansias, al igual que el cerrado del que conocéis el peso.

Este curioso relato, que intrigó a Enrique Galé, investigador que ha recuperado la obra, coincide con un relato del Talmud. Parece muy difícil que un personaje de esta época conociera y comprendiera el Talmud. Nos hace ver la inteligencia y sabiduría de un genio, tamizado en la bruma del olvido.
En resumen, en estos momentos Pedro Manuel Ximénez de Urrea puede ser considerado no sólo el mejor escritor aragonés anterior a los hermanos Argensola sino una de las cumbres de la literatura española del primer Renacimiento. Es tal su importancia que pudo ser influencia del mismísimo Miguel de Cervantes quien lo respetaba como escritor culto y de calidad.

## Ediciones
- Pedro Manuel de Urrea, Cancionero, Logroño, 1513.
- — Penitencia de Amor, Burgos, 1514. Ed. digital de José Luis Canet, 2003. Edición en pdf.
- — Cancionero de todas las obras de don Pedro Manuel de Urrea, nuevamente añadido, Toledo, Juan de Villaquirán, 1516. En él aparecen sus églogas dramáticas.
- — Peregrinación de las tres casas sanctas de Jherusalem, Roma y Santiago, ed. lit. Enrique Galé, Zaragoza, Institución «Fernando el Católico», 2008 (1523, 1.ª ed.) ISBN 978-84-7820-932-3.
- — Cancionero de todas las obras [Toledo, 1516], Enrique Galé Casajús (ed. lit.), Zaragoza, Institución «Fernando el Católico», 2011.
- — Cancionero, María Isabel Toro (estudio y ed. lit.), 3 vols., Zaragoza, Prensas Universitarias de Zaragoza; Instituto de Estudios Altoaragoneses; Instituto de Estudios Turolenses; Gobierno de Aragón, 2012, 3 vols.